# Гвоздена Песница (ТВ серија)
Ајрон фист (енгл. Iron Fist) америчка је телевизијска серија коју је за Нетфликс креирао Скот Бак, заснована истоименом лику из Марвелових стрипова. Радња је смештена у Марвелов филмски универзум, дели стварност са филмовима из те франшизе и четврта је серија из низа серија које воде ка кросовер серији Бранитељи.
Фин Џоунс глуми Денија Ренда/Ајрон фиста, експерта у борилачким вештинама који је добио моћ Ајрон фиста. Поред њега ту су и Џесика Хенвик као Колин Винг - мајстор борилачких вештина и Денијева савезница, Том Пелфри као Вард Мичам - Денијев друг из детињства, Џесика Страуп као Џој Мичам - Вардова сестра и Денијева другарица из детињства, Дејвид Венам као Харолд Мичам - некадашњи пословни сарадник Денијевог оца и отац Варда и Џој Мичам и Росарио Досон као Клер Темпл - болничарка која учи борилачке вештине код Колин Винг.
Снимање серије је одвијено у Њујорку. Прва сезона премијерно је пуштена 17. марта 2017. године. За разлику од претходних Нетфликсових серија о Марвеловим јунацима, серија је наишла на негативне критике. Упркос лошим критикама, серија је имала велику гледаност и друга сезона затражена је у јулу 2017. године, а премијера је заказана за 7. септембар 2018. године.

## Радња
Дени Ренд, младић који је 15 година сматран мртвим јер је као дете доживео авионску несрећу изнад Хималаја у којој су му страдали богати родитељи, враћа се у Њујорк са циљем да преузме своју породичну фирму од Харолда Мичама и његове деце Варда и Џој Мичам. Ипак, у Њујорку наилази на тајанствену злочиначку организацију звану "Рука" и Дени је приморан да бира између породичног наслеђа и дужности коју има као Ајрон фист.

## Улоге
| Глумац        | Улога                  |
| ------------- | ---------------------- |
| Фин Џоунс     | Дени Ренд/Ајрон фист   |
| Џесика Хенвик | Колин Винг             |
| Том Пелфри    | Вард Мичам             |
| Џесика Страуп | Џој Мичам              |
| Росарио Досон | Клер Темпл             |
| Дејвид Венам  | Харолд Мичам           |
| Алис Ив       | "Тифусарка Мери" Вокер |

## Епизоде

### Сезона 1 (2017)
| Број епизоде | Број епизоде у сезони | Оригиналан налов                 | Датум објаве   |
| ------------ | --------------------- | -------------------------------- | -------------- |
| 1            | 1                     | "Snow Gives Way"                 | 17. март 2017. |
| 2            | 2                     | "Shadow Hawk Takes Flight"       | 17. март 2017. |
| 3            | 3                     | "Rolling Thunder Cannon Punch"   | 17. март 2017. |
| 4            | 4                     | "Eight Diagram Dragon Palm"      | 17. март 2017. |
| 5            | 5                     | "Under Leaf Pluck Lotus"         | 17. март 2017. |
| 6            | 6                     | "Immortal Emerges from Cave"     | 17. март 2017. |
| 7            | 7                     | "Felling Tree with Roots"        | 17. март 2017. |
| 8            | 8                     | "The Blessing of Many Fractures" | 17. март 2017. |
| 9            | 9                     | "The Mistress of All Agonies"    | 17. март 2017. |
| 10           | 10                    | "Black Tiger Steals Heart"       | 17. март 2017. |
| 11           | 11                    | "Lead Horse Back to Stable"      | 17. март 2017. |
| 12           | 12                    | "Bar the Big Boss"               | 17. март 2017. |
| 13           | 13                    | "Dragon Plays with Fire"         | 17. март 2017. |

### Сезона 2 (2018)
| Број епизоде | Број епизоде у сезони | Оригиналан налов                   | Датум објаве       |
| ------------ | --------------------- | ---------------------------------- | ------------------ |
| 14           | 1                     | "The Fury of Iron Fist"            | 7. септембар 2018. |
| 15           | 2                     | "The City's Not for Burning"       | 7. септембар 2018. |
| 16           | 3                     | "This Deadly Secret"               | 7. септембар 2018. |
| 17           | 4                     | "Target: Iron Fist"                | 7. септембар 2018. |
| 18           | 5                     | "Heart of the Dragon"              | 7. септембар 2018. |
| 19           | 6                     | "The Dragon Dies at Dawn"          | 7. септембар 2018. |
| 20           | 7                     | "Morning of the Mindstorm"         | 7. септембар 2018. |
| 21           | 8                     | "Citadel on the Edge of Vengeance" | 7. септембар 2018. |
| 22           | 9                     | "War Without End"                  | 7. септембар 2018. |
| 23           | 10                    | "A Duel of Iron"                   | 7. септембар 2018. |